# Serenata n.º 9 (Mozart)

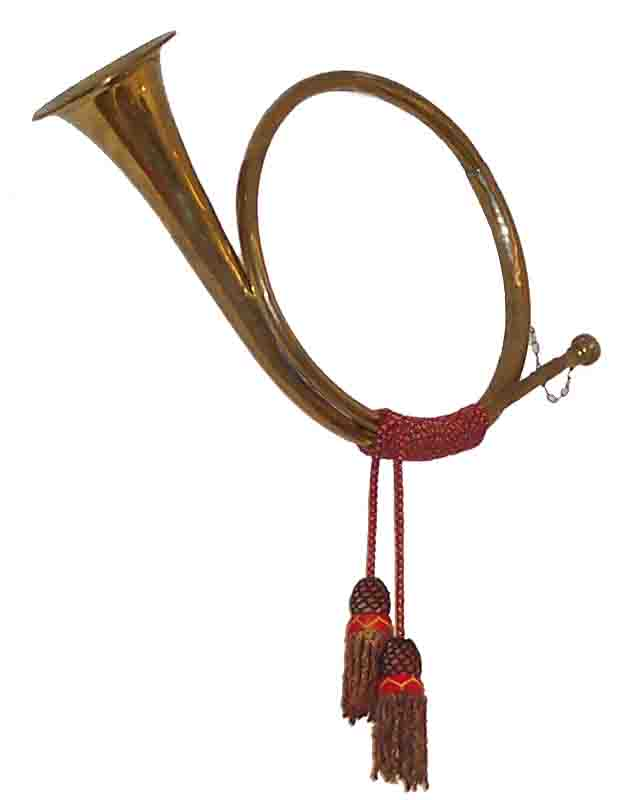
Una trompa de postillón

La Serenata para orquesta n.º 9 en re mayor, K. 320, Trompa de postillón, fue escrita por Wolfgang Amadeus Mozart en 1779 en Salzburgo. El manuscrito data del 3 de agosto de 1779 y fue interpretada como "finalmusik" de unas ceremonias de la Universidad de Salzburgo de ese año.

## Instrumentación
La partitura está escrita para una orquesta formada por: dos flautas, flautín, dos oboes, dos fagotes, dos trompas, dos trompetas, trompa de postillón (ó corneta de posta), timbales y cuerdas.

## Estructura y análisis
La obra consta de siete movimientos:
1. Adagio maestoso – Allegro con spirito
2. Minuetto
3. Concertante. Andante grazioso, en sol mayor
4. Rondo. Allegro ma non troppo, en sol mayor
5. Andantino, en re menor
6. Minuetto – Trio 1 y 2
7. Finale. Presto

La interpretación de esta obra dura aproximadamente 45 minutos. Los movimientos Concertante y Rondó se caracterizan por sus prominentes secciones concertantes para flauta y oboe.
El primer trío del segundo minueto está caracterizado por el diálogo que se da entre el flautín (o piccolo) solo y la orquesta. El segundo trío del segundo minueto presenta un solo de trompa de postillón, que da su sobrenombre a la serenata.